# Nange
Nange (cyr. Нанге) – wieś w Czarnogórze, w gminie Pljevlja. W 2011 roku liczyła 53 mieszkańców.